# سفارة الصين في التشيك
سفارة الصين في التشيك هي أرفع تمثيل دبلوماسي لدولة الصين لدى التشيك. تقع السفارة في براغ وهي تهدف لتعزيز المصالح الصينية في التشيك.

## وصلات خارجية
- قائمة سفارات الصين
- قائمة السفارات في التشيك